# Marianne Hamilton
Marianne Hamilton, född 1947, är svensk författare och näringslivsprofil.
Under 16 år var Marianne Hamilton medlem i Atlas Copcos ledningsgrupp som Senior Vice President med ansvar för organisationsutveckling och chefsförsörjning. 2007 debuterade hon med managementboken Inte bara pengar - så får vi fram mogna chefer. Boken belönades med utmärkelsen Årets bokstöd och översattes också till engelska. Marianne Hamilton har senare utgivit böckerna Inte bara makt - utan även ansvar och Några råd till min kära dotter i samma kategori. 2015 utgav hon boken Ett Gotlandshus vaknar som handlar om ett byggnadsprojekt. 2019 publicerade hon boken Ladan och skapade samtidigt en ny genre, det är en managementroman. Samma år kom hennes första managementbok på engelska, Advice to My Dear Daughter. Marianne Hamilton har också tillsammans med Annika Berglund skrivit debattartiklar som publicerats i affärstidningen Dagens Industri.
2025 publicerar Marianne Hamilton boken Ett anständigt ledarskap: för en decentraliserad, dynamisk organisation. Boken uppmärksammas bland annat på tidskriften efn.

## Styrelseuppdrag
- Executive Education på Handelshögskolan 2000 - 2003
- Alecta 2004 - 2014
- SNS förtroenderåd 2005 - 2013
- Meda AB 2006 - 2015
- Connecta 2009 - 2014
- Etikkollegiet 2010 - 2015
- Advisory Board på Stockholm School of Economics 2012 - 2023
- Ersättningsakademien 2012 - 2019
- Keybroker 2016 - 2020
- Karo Pharma 2017 - 2020
- Lundsbergs skola 2017 - 2020
- Advice To My Dear Daughter 2020-2025 -[2]
- Johanniterhjälpen 2024

## Bolag
- Grundare och styrelseordförande i Ek och Bok AB
- Medgrundare och styrelseordförande i Advice to My Dear Daughter AB[3] 2020-2025